# Prosopocera murphyi
Prosopocera murphyi är en skalbaggsart som beskrevs av Henri L. Sudre och Teocchi 2002. Prosopocera murphyi ingår i släktet Prosopocera och familjen långhorningar.
Artens utbredningsområde är Malawi. Inga underarter finns listade i Catalogue of Life.